# L'isola di Noè
L'isola di Noè (Noah's Island) è un cartone animato prodotto dall'Unione europea di radiodiffusione (BBC, Rai, France 2 e altri). È costituito da 3 stagioni per un totale di 39 episodi della durata di 24 minuti ciascuno.

## Trama
L'isola di Noè racconta la storie di una nave carica di animali che riusciti a scampare ad un naufragio, si sono rifugiati in un'isola galleggiante, comandata da un orso bianco chiamato Noè, che è stata ribattezzata per l'appunto l'isola di Noè, infatti qui troviamo tantissimi animali di tutte le razze possibili, proprio come nella biblica arca di Noè. Fra i vari protagonisti, oltre all'orso bianco, si annoverano il gorilla, il babbuino, la giraffa, il tricheco, il coniglio. Il loro sogno è quello di trovare un luogo dove vivere felici. Il tema del cartone animato l'isola di Noè è sicuramente l'ecologia e la difesa della natura, in tutte le sue forme. Questi animali a bordo della loro isola, che viaggia per tutti gli oceani è sempre pronta a prestare aiuto a tutti gli animali che si trovano in difficoltà nelle varie zone del mondo, a causa dell'inquinamento operato dall'uomo. Il cartone animato è quindi un valido aiuto non solo per conoscere la flora e la fauna del nostro pianeta, ma per insegnare i valori del rispetto dell'ambiente.

## Personaggi
- Noè: l'orso polare
- Sparky: il muto coniglio bianco
- Il Grande Mammut e Salomè: una coppia di mammut lanosi
- Woomera: una femmina di canguro
- Rocco: un gorilla
- Ursula: una femmina di orsa bruna russa
- Chang: una femmina di panda gigante
- Reg: un mandrillo, adora gli umani e adotta le iene come suoi cani
- Nab: un orango
- Carmen: una femmina di oritteropo
- Ena e Tammy: due iene, che durante la prima stagione hanno due cuccioli
- Agata: una giraffa
- Capo Squadrone e le due figlie Mildred e Shirley: tre avvoltoi
- Problem: un tricheco
- Rino: un rinoceronte
- Sasha: un desman russo
- Wowee: una barboncina bianca francese
- Him: un avvoltoio americano, probabilmente un avvoltoio collorosso, che diventa il compagno di Shirley. Alla fine della prima stagione nasce il loro figlio
- Do-da: un dodo, uscito da un uovo congelato in un blocco di ghiaccio
- Gertie: una femmina di gorilla che diventa la compagna di Rocco, con cui, alla fine della terza stagione, ha una figlia, Tina
- Womi: un vombato
- Goosey: una mangusta
- Imshee: un facocero, amico d'infanzia di Rocco
- Calanoro: un Aye-aye, con capacità ipnotiche

## Doppiaggio
| Personaggio      | Doppiatore originale | Doppiatore italiano |
| ---------------- | -------------------- | ------------------- |
| Noè              | Ron Moody            | Sergio Di Giulio    |
| Woomera          | Sally Grace          | Ida Sansone         |
| Sasha            | David Holt           | Francesco Pezzulli  |
| Ursula           | Jill Shilling        | Antonella Giannini  |
| Chaia            | Melissa Sinden       | Beatrice Margiotti  |
| Il Grande Mammut | Jon Glover           | Mario Milita        |
| Salomè           | Jill Shilling        | Alina Moradei       |
| Sasha            | David Holt           | Marco Baroni        |
| Rocco            | Ron Moody            | Diego Reggente      |
| Rino             | ?                    | Nino Prester        |

## Episodi

### Stagione 1
1. Il naufragio
2. Reg traccia una mappa
3. Sacha trova casa
4. La giornata movimentata
5. L'elefantino smarrito
6. Alla ricerca dell'elefantino
7. I cuccioli
8. Il naufragio di Sacha
9. Nati per essere liberi
10. Come diventare un orso
11. La fuga di Woomera
12. L'Ammutinamento
13. Un giorno da dodo

### Stagione 2
1. L'isola promessa
2. L'Ultimo Bandicut
3. Onda Anomala
4. Visita in fondo al gorgo
5. La casa delle farfalle
6. L'elezione del Capo Squadrone
7. Un'ondata di grande caldo
8. La rivolta dei serpenti
9. La Talpa dorata
10. Il branco degli gnù
11. L'isola ha un nuovo capitano
12. Rocco Contro il Drago
13. Benvenuti a Diamantina

### Stagione 3
1. Problemi in paradiso
2. Il gibbone maniaco
3. Un brutto scherzo del vecchio mammut
4. Sacha inviato speciale
5. Lo sceriffo di Diamantina
6. Alta marea
7. Reg è diventato una rana
8. L'iceberg
9. Rocco odia la raffia
10. La rosa di Diamantina
11. La barriera corallina
12. Un certo tipo di orso
13. Addio Diamantina